# Prepona lichyi
Prepona lichyi är en fjärilsart som beskrevs av Le Moult 1931. Prepona lichyi ingår i släktet Prepona och familjen praktfjärilar. Inga underarter finns listade i Catalogue of Life.